# 察瓦龙唐松草
察瓦龙唐松草（学名：Thalictrum tsawarungense），为毛茛科唐松草属下的一个植物种。